# Віковий дуб (Звенигородський район)
Віковий дуб — ботанічна пам'ятка природи місцевого значення. Об'єкт розташований на території Звенигородського району Черкаської області, село Вільховець, урочище «Спорне».
Площа — 0,05 га, статус отриманий у 1982 році.